# Vụ hỏa hoạn tòa nhà Myojo 56
Vụ cháy toà nhà Myojo 56 (明星56ビル火災 Myōjō Gojū-Roku Biru Kasai) bắt đầu vào khoảng 01:00 giờ địa phương ngày 1 tháng 9 năm 2001 tại toà nhà Myojo 56, nằm trong khu vực Kabukicho của Shinjuku, Tokyo, Nhật Bản.
Vụ hỏa hoạn này vụ gây nhiều thương vong thứ năm trong lịch sử Nhật Bản sau chiến tranh, khiến 44 người thiệt mạng và cháy trong năm giờ trước khi bị dập tắt. Sau hậu quả của vụ việc, các phương tiện truyền thông (đã từ chối sau 11 tháng 9 năm 2001) tập trung vào việc bắt giữ và kết án các chủ sở hữu tài sản vì sơ suất hình sự và xây dựng mối quan hệ giả định của tội phạm đối với tội phạm có tổ chức.

## Vụ Án
Ngọn lửa bùng cháy trên tầng ba của toà nhà. Khi đám cháy bùng phát, 19 người ở tầng ba và 28 người ở tầng bốn. Ba nhân viên đã nhảy ra khỏi toà nhà từ tầng ba và sống sót, bị thương. Các nhân chứng nhìn thấy một trong những nhân viên đã gọi xe cứu thương.
Những người ứng cứu khẩn cấp đến để điều trị cho những người nhảy cầu đã biết về các nỗ lực chữa cháy và sơ tán toà nhà bắt đầu. Lính cứu hỏa đã đưa thi thể của 44 người (32 nam và 12 nữ) ra khỏi toà nhà và giải cứu những người tìm cách trốn lên mái nhà..
Các quan chức cảnh sát nhận xét rằng mức độ nguy hiểm của vụ cháy đã trầm trọng hơn do nhiều vi phạm quy định phòng cháy, bao gồm các cửa và cầu thang bị chặn. Nguyên nhân chính gây ra cái chết trong số các nạn nhân của vụ cháy được tìm thấy là ngộ độc carbon monoxide.  Một cuộc điều tra được thực hiện bởi Sở Cảnh sát Thủ đô đã kết luận rằng nếu cửa chống cháy tự động của toà nhà không được đóng lại, khí độc sẽ không đến được các tầng chiếm giữ của toà nhà trong ít nhất 20 phút.

## Nạn nhân

### Nữ
- Sayuri Nakamura, 22
  - chị em Aiko và Ayako Ueda, 25 và 28
- Kiyoko Shimizu, 29
- Miyuki Ichikawa, 19
- Misae Tsakamoto, 24
- Megumi Ieta, 18
- Rena Yumimoto, 26
- Suki Makao, 31
- Chieko Watarase, 21
- Rie Fukushima, 35
- Suzuka Isogai, 38

### Nam
- Taichi Matsuda, 53
- Aoi Yoshioka, 28
- Shion Miyamoto, 41
- Kyo Fujimoto, 37
- Tomomi Sugimoto, 27
- Katsumi Itou
- Isamu Nozawa
- Daisuke Fujisawa
- Rokuro Matsuda
- Hanzō Shinoda
- Jiro Kusumoto
- Nao Himura
- Ryōsuke Nakajima
- Yū Ishikawa
- Yuki Ishikawa
- Hanzō Satō
- Shigeru Urano
- Ichirou Yuuki
- Hajime Miyajima
- Hifumi Miyagawa
- Kyo Matsumoto
- Tadashi Miyashita
- Rokurou Hoshino
- Kazuhiko Kumamoto
- Hanzou Kawaguchi
- Nobuharu Kiyoko
- Toshikazu Matsubara
- 5 nạn nhân giấu tên nữa